# Joseph Slepian
Joseph Slepian (* 11. Februar 1891 in Boston; † 19. Dezember 1969 in Swissvale, Pennsylvania)  war ein US-amerikanischer Mathematiker und Elektroingenieur. Er wurde bekannt für theoretische Entwicklungen und Erfindungen in der Elektrotechnik.

## Leben
Slepian studierte an der Harvard University mit dem Bachelor-Abschluss 1911 und der Promotion in Mathematik bei George David Birkhoff 1913 (On the Functions of a Complex Variable Defined by an Ordinary Differential Equation of the First Order and First Degree). Als Post-Doktorand war er an der Universität Göttingen und der Sorbonne. 1914/15 war er Instructor an der Cornell University.
Ab 1915 war Slepian bei Westinghouse Electric, bei denen er anfangs in der Abteilung Eisenbahnmotoren war, 1917 in die Forschungsabteilung in Forest Hills (Pennsylvania) wechselte, die er 1922 bis 1926 leitete, bei der er ab 1926 beratender Ingenieur war und 1938 bis 1956 Associate Director für Forschung. Er war an der Entwicklung von über 200 Patenten beteiligt. 1951 erlitt er einen Schlaganfall.
Er verbesserte Geräte in der Hochspannungstechnik wie das Ignitron, Leitungsschutzschalter und Blitzschutz. Er erfand den autovalve lightning arrester und die Quecksilberteichelektrode. Er untersuchte die Auswirkung starker Gewitter auf Hochspannungs-Leitungssysteme, die Ausbreitung von elektrischem Strom in Gasen und Lichtbogen-Kathoden. 1927 patentierte er das Betatron das der Beschleunigung von Elektronen mit variablen Magnetfeldern dient. Im Zweiten Weltkrieg arbeitete er an Isotopenanreicherung mit Zentrifugen.
Er war Mitglied der National Academy of Sciences (1941). 1947 erhielt er die IEEE Edison Medal und 1932 die John Scott Medal. Er war Ehrendoktor des Case Institute of Technology und der University of Leeds. 1928 wurde er Fellow der American Physical Society und 1945 des Institute of Radio Engineers.
Joseph Slepian war der Vater des Mathematikers David Slepian.

## Schriften
- A series of lectures on conduction of electricity in gases, Westinghouse Electric, Educational Department 1933